# Willich
Willich är en stad i den tyska delstaten Nordrhein-Westfalen, och är centralt belägen mellan de större städerna Krefeld i norr, Düsseldorf och Neuss i sydost, och Mönchengladbach i sydväst. Staden har cirka 50 000 invånare, på en yta av 68 kvadratkilometer, och ingår i storstadsområdet Rheinschiene.